# Robert William Wood
Pour les articles homonymes, voir Robert Wood et Wood.
Ne doit pas être confondu avec Robert Williams Wood, physicien américain.
Robert Wood , de son nom complet Robert William Wood, est un peintre paysagiste américain, né le 4 mars 1889 à Sandgate et mort le 14 mars 1979 à Bishop en Californie). Né en Angleterre, il immigre aux États-Unis où il est devenu très réputé dans les années 1950 avec plusieurs millions de reproductions de ses œuvres vendues. Dans les années 1930, il était actif dans la colonie artistique de San Antonio au Texas, puis dans ceux de Monterey en Californie dans les années 1940 et de Laguna Beach dans les années 1950.

## Biographie

### Vie et carrière
Né à Sandgate dans le Kent, en Angleterre, Robert William Wood a grandi tout près des falaises blanches de Douvres. Il émigre du Royaume-Uni en 1910 et arrive aux États-Unis, qu'il parcourt du Maine jusqu'en Californie à la recherche de sujets pour ses paysages. Il s'est établi définitivement à Laguna Beach en 1940.

### Reproductions
Les travaux de Wood ont été publiés par de nombreux éditeurs, le plus prolifique ayant été Donald Bonnist et sa société, la Donald Art Company qui ont distribué et vendu en moins de deux ans plus d'un million de copies d'October Morn, l'œuvre la plus populaire de Wood. Son pic de popularité arrive au début des années 1950 et dure jusqu'aux années 1970 avec ses peintures des montagnes Catskill dans l'État de New York, les côtes californiennes (en), les Grand Tetons, les Rocheuses, le Texas Hill Country et les Cascades. Sa popularité lui a permis de devenir un nom de marque aux États-Unis. Ses reproductions se sont vendues à plusieurs millions de copies et plusieurs de ses œuvres comme Autumn Bronze, Early Spring, Pine & Birch, Texas Spring et The Old Mill peuvent être facilement retrouvées dans les maisons américaines.

### Studios
Il a habité et travaillé en Ohio, à Seattle dans le Washington, à Portland en Oregon, à San Antonio au Texas, à Monterey, Laguna Beach, Bishop et San Diego en Californie et à Woodstock dans l'État de New York. Il a été un exposant renommé au Laguna Art Festival et un membre à vie de la Laguna Art Association. Il était représenté dans des galeries à Los Angeles, Austin, Laguna Beach, San Antonio, Dallas, Pittsburgh, Philadelphie, Atlanta et Cleveland.

### Dernières années
Dans les années 1960, Wood et sa femme, l'artiste Caryl Wood, déménagent dans la vallée de l'Owens à Bishop. Ils avaient acheté une grande parcelle de terre avec un étang à truites et où ils avaient construit un studio pour chacun. À Bishop, les Wood sont devenus amis avec Robert Clunie (en) et Richard Coons (en), deux autres peintres paysagistes. Ils ont ensuite vendu la propriété de Bishop pour s'établir à San Diego, dans une maison victorienne qu'ils ont rénovée. Après quelques années, ils ont de nouveau vendu leur propriété pour revenir à Bishop dans une plus petite demeure. Wood est mort à Bishop juste avant qu'ait lieu une exposition rétrospective sur lui organisée par Howard Morseburg et le propriétaire de la Newport Beach gallery Raymond Hagen à la Morseburg Gallery de Los Angeles.

## Productivité
Wood était un artiste très productif et prolifique, avec plus de 5 000 œuvres à son actif. Ses œuvres se sont souvent vendues aux enchères, parfois même à plus de 40 000 $ et étaient fréquemment vendues à des galeries d'art spécialisées dans l'histoire de l'art américain.

### Sources
- Lawrence Kronquist, Robert Wood, brochure d'une galerie à Laguna Beach, 1973 ;
- Godfrey Gaston, Robert Wood Retrospective, brochure des Morseburg Galleries à Los Angeles, 1979 ;
- Jeffrey Morseburg, Robert Wood Centennial, brochure des Morseburg Galleries à Los Angeles, 1989 ;
- Jeffrey Morseburg, Robert W. Wood (1889–1979), ouvrage non-publié, West Hollywood, 2007 ;
- Interview avec Howard E. Morseburg, Santa Ynez, 2010 ;

### Lecture complémentaire
- Garry Fillmore, Canyon Magic: Landmark Art from the Picerne Collection, 2010 ;
- Lonnie Pierson Dunbier (éditrice), The Artists Bluebook: 34 000 North American Artists, 2005 ;
- Ray Davenport, Davenport's Art Reference: The Gold Edition, 2005 ;
- Marcia Latimore Vose (éditrice), Vose Art Notes: A Guide for Collectors, Volume XI, hiver 2003 ;
- Edan Milton Hughes (en), Artists in California: 1786-1940, Volumes I et II, 2002 ;
- Michael R. Grauer et E. Harvey, The Eyes of Texas: The Bill and Mary Cheek Collection, 2001 ;
- John Powers et Deborah D. Powers, Texas Painters, Sculptors & Graphic Artists: A Biographical Dictionary of Artists in Texas Before 1942, 2000 ;
- Peter Hastings Falk (en) (éditeur), Who Was Who in American Art, 1564-1975, Volumes I, II et III, 1999 ;
- Michael R. Grauer et Paula L. Grauer, Dictionary of Texas Artists, 1800–1945, 1999 ;
- Chris McCann[1], Master Pieces: The Art History of Jigsaw Puzzles, 1998 ;
- Southwest Art (en) (magazine), Red Book Price Guide to Western American Art, 1997 ;
- Jones Gallery, New Beginnings: A Group Exhibition, 1993 ;
- Southwest Art, The Red Book: Western American Price Index, 1993 ;
- Cecilia Steinfeld et William H. Goetzmann (préface), Art for History's Sake The Texas Collection of the Witte Museum, 1993 ;
- Peter Hastings Falk, Dictionary of Signatures & Monograms, 1988 ;
- Michael David Zellman, 300 Years of American Art, Volumes I et II, 1986 ;
- Doris Ostrander Dawdy, Artists of the American West:A Biographical Dictionary, Volumes I, II et III, 1985 ;
- Peter Hastings Falk (éditeur), Who Was Who in American Art: Artists Active Between 1898-1947, 1985 ;
- Violet Sigoloff Flume, The Last Mountain: The Life of Robert Wood, 1983 ;
- Julie Schimmel et Gilbert Tapley Vincent, Vincent Stark Museum of Art: The Western Collection, 1978 ;
- Peggy et Harold Samuels, The Illustrated Biographical Encyclopedia of Artists of the American West, 1976 ;
- Museum of Texas Tech University (en), Selections from the Collection of Mr. & Mrs. Fred T. Hogan, 1974 ;
- Raymond Hagen, Robert Wood Exhibition, 1970.